# 2004-es afrikai nemzetek kupája
Az afrikai nemzetek kupájának 24. kiírása a 2004-es, melynek Tunézia hat nagyvárosa adott otthont. A viadalon tizenhat csapat vehetett részt, ezeket négy csoportba osztották. A végső győztes a házigazda, Tunézia lett, a döntőben a Marokkói labdarúgó-válogatottat sikerült legyőznie 2-1 arányban.

## Helyszínek
| Város     | Stadion                     | Befogadóképesség |
| --------- | --------------------------- | ---------------- |
| Radès     | November 7-e Stadion        | 60,000           |
| Tunisz    | El-Menzah Stadion           | 45,000           |
| Szúsza    | Olimpiai Stadion            | 30,000           |
| Szfaksz   | Tajeb el-Miri Stadion       | 30,000           |
| Monasztir | Musztafa Ben Zsanet Stadion | 20,000           |
| Bizerte   | Október 15-e Stadion        | 20,000           |

## Selejtezők
Az Afrikai Labdarúgó-szövetség 52 tagja nevezett az eseményre, a csapatokat 13 selejtezőcsoportba osztották. Minden csoportgyőztes, valamint a legjobb második kvalifikálta magát. Automatikusan kijutott az előző kiírás győztese, Kamerun, valamint a rendező ország, Tunézia, nemzeti válogatottja. A selejtezőket 2002. szeptember 7. és 2003. július 6. között rendezték.

## Részt vevő csapatok

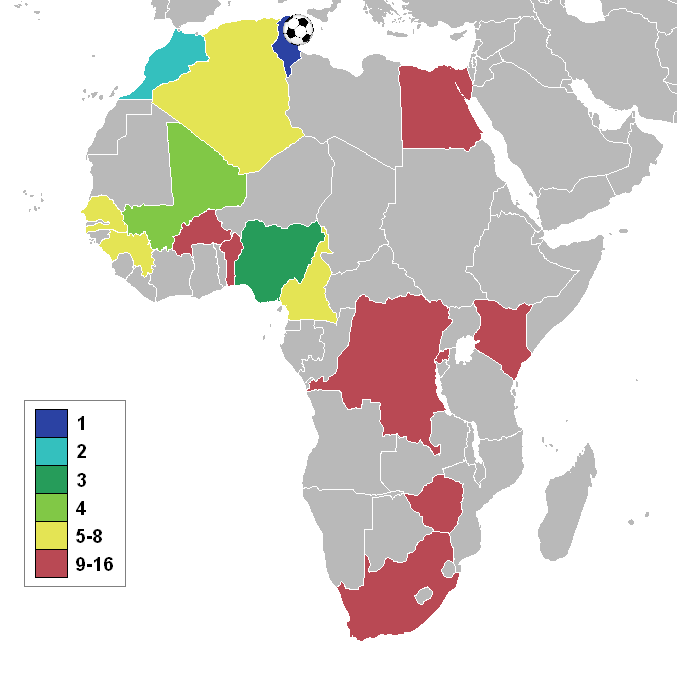
A részt vevő nemzetek

- Algéria
- Benin
- Burkina Faso
- Dél-afrikai Köztársaság
- Egyiptom
- Guinea
- Kamerun (címvédő)
- Kenya
- Kongói DK
- Mali
- Marokkó
- Nigéria
- Ruanda
- Szenegál
- Tunézia (házigazda)
- Zimbabwe

## Játékvezetők
Afrika
- Coffi Codjia
- Lassina Paré
- Jerome Damon
- Esszám Abd el-Fattáh
- Abubakar Sharaf
- Tessama Hailemalek
- Modou Sowe
- Raphael Evehe Divine
- Abd el-Hakím Selmáni
- Koman Coulibaly

Afrika (folyt.)
- Mohammed Kezzáz
- Falla N’Doye
- Eddy Maillet
- Hisám Gúrát

Ázsia
- Ali Búdzsszajm

Európa
- Alain Hamer

## Eredmények
Minden időpont helyi idő szerinti: CET (UTC+1)

### Csoportkör

#### A csoport
| Csapat    | M | Gy | D | V | Rg | Kg | Gk | P |
| --------- | - | -- | - | - | -- | -- | -- | - |
| Tunézia   | 3 | 2  | 1 | 0 | 6  | 2  | +4 | 7 |
| Guinea    | 3 | 1  | 2 | 0 | 4  | 3  | +1 | 5 |
| Ruanda    | 3 | 1  | 1 | 1 | 3  | 3  | 0  | 4 |
| Kongói DK | 3 | 0  | 0 | 3 | 1  | 6  | –5 | 0 |

| 2004. január 24. 19:30 | Tunézia                | 2 – 1   | Ruanda    | November 7-e Stadion, Radès Nézőszám: 60 000 Játékvezető: Raphael Evehe Divine (Kamerun) |
| 2004. január 24. 19:30 | Zsazíri 27' Santos 57' | (1 – 1) | Elias 41' | November 7-e Stadion, Radès Nézőszám: 60 000 Játékvezető: Raphael Evehe Divine (Kamerun) |

| 2004. január 25. 14:00 | Kongói DK  | 1 – 2   | Guinea                      | el-Menzah Stadion, Tunisz Nézőszám: 2 000 Játékvezető: Abubakar Sharaf (Elefántcsontpart) |
| 2004. január 25. 14:00 | Masudi 35' | (1 – 0) | T. Camara 68' Feindouno 81' | el-Menzah Stadion, Tunisz Nézőszám: 2 000 Játékvezető: Abubakar Sharaf (Elefántcsontpart) |

| 2004. január 28. 14:00 | Ruanda           | 1 – 1   | Guinea        | Október 15. Stadion, Bizerte Nézőszám: 4 000 Játékvezető: Modou Sowe (Gambia) |
| 2004. január 28. 14:00 | K. Kamanzi 90+3' | (0 – 0) | T. Camara 49' | Október 15. Stadion, Bizerte Nézőszám: 4 000 Játékvezető: Modou Sowe (Gambia) |

| 2004. január 28. 16:15 | Tunézia                   | 3 – 0   | Kongói DK | November 7. Stadion, Radès Nézőszám: 20 000 Játékvezető: Jerome Damon (Dél-afrika) |
| 2004. január 28. 16:15 | Santos 55' 87' Braham 65' | (0 – 0) | LuaLua    | November 7. Stadion, Radès Nézőszám: 20 000 Játékvezető: Jerome Damon (Dél-afrika) |

| 2004. február 1. 14:00 | Tunézia      | 1 – 1   | Guinea        | November 7. Stadion, Radès Nézőszám: 18 000 Játékvezető: Tessama Hailemalek (Etiópia) |
| 2004. február 1. 14:00 | Ben Ásúr 58' | (0 – 0) | T. Camara 84' | November 7. Stadion, Radès Nézőszám: 18 000 Játékvezető: Tessama Hailemalek (Etiópia) |

| 2004. február 1. 14:00 | Ruanda     | 1 – 0   | Kongói DK | Október 15. Stadion, Bizerte Nézőszám: 700 Játékvezető: Falla N’Doye (Szenegál) |
| 2004. február 1. 14:00 | Makasi 74' | (0 – 0) |           | Október 15. Stadion, Bizerte Nézőszám: 700 Játékvezető: Falla N’Doye (Szenegál) |

#### B csoport
| Csapat       | M | Gy | D | V | Rg | Kg | Gk | P |
| ------------ | - | -- | - | - | -- | -- | -- | - |
| Mali         | 3 | 2  | 1 | 0 | 7  | 3  | +4 | 7 |
| Szenegál     | 3 | 1  | 2 | 0 | 4  | 1  | +3 | 5 |
| Kenya        | 3 | 1  | 0 | 2 | 4  | 6  | -2 | 3 |
| Burkina Faso | 3 | 0  | 1 | 2 | 1  | 6  | -5 | 1 |

| 2004. január 26. 14:00 | Kenya      | 1 – 3   | Mali                        | Október 15. Stadion, Banzart Nézőszám: 6 000 Játékvezető: Tessema Hailemalak (Etiópia) |
| 2004. január 26. 14:00 | Rashid 58' | (0 – 1) | Sissoko 28' Kanouté 63' 81' | Október 15. Stadion, Banzart Nézőszám: 6 000 Játékvezető: Tessema Hailemalak (Etiópia) |

| 2004. január 26. 19:00 | Szenegál | 0 – 0 | Burkina Faso | el-Menzah Stadion, Tunisz Nézőszám: 2 000 Játékvezető: Mohammed Kezzáz (Marokkó) |
| 2004. január 26. 19:00 | (0 – 0)  |       |              | el-Menzah Stadion, Tunisz Nézőszám: 2 000 Játékvezető: Mohammed Kezzáz (Marokkó) |

| 2004. január 30. 14:00 | Szenegál                   | 3 – 0   | Kenya | Október 15. Stadion, Banzart Nézőszám: 13 500 Játékvezető: Esszám Abd el-Fattáh (Egyiptom) |
| 2004. január 30. 14:00 | Niang 4' 31' P.B. Diop 19' | (3 – 0) |       | Október 15. Stadion, Banzart Nézőszám: 13 500 Játékvezető: Esszám Abd el-Fattáh (Egyiptom) |

| 2004. január 30. 19:00 | Burkina Faso  | 1 – 3   | Mali                                    | el-Menzah Stadion, Tunisz Nézőszám: 1 500 Játékvezető: Abd el-Hakím Selmáni (Líbia) |
| 2004. január 30. 19:00 | Minoungou 50' | (0 – 2) | Kanouté 34' Diarra 37' S. Coulibaly 78' | el-Menzah Stadion, Tunisz Nézőszám: 1 500 Játékvezető: Abd el-Hakím Selmáni (Líbia) |

| 2004. február 2. 14:00 | Szenegál       | 2 – 2   | Mali              | el-Menzah Stadion, Tunisz Nézőszám: 7 550 Játékvezető: Raphael Evehe Divine (Kamerun) |
| 2004. február 2. 14:00 | Beye 55' 45+2' | (1 – 1) | D. Traoré 55' 34' | el-Menzah Stadion, Tunisz Nézőszám: 7 550 Játékvezető: Raphael Evehe Divine (Kamerun) |

| 2004. február 2. 14:00 | Burkina Faso | 0 – 3   | Kenya                             | Október 15-e Stadion, Banzart Nézőszám: 4 550 Játékvezető: Modou Sowe (Gambia) |
| 2004. február 2. 14:00 |              | (0 – 0) | Ake 51' Oliech 64' Baraza 83' Ake | Október 15-e Stadion, Banzart Nézőszám: 4 550 Játékvezető: Modou Sowe (Gambia) |

#### C csoport
| Csapat   | M | Gy | D | V | Rg | Kg | Gk | P |
| -------- | - | -- | - | - | -- | -- | -- | - |
| Kamerun  | 3 | 1  | 2 | 0 | 6  | 4  | +2 | 5 |
| Algéria  | 3 | 1  | 1 | 1 | 4  | 4  | 0  | 4 |
| Egyiptom | 3 | 1  | 1 | 1 | 3  | 3  | 0  | 4 |
| Zimbabwe | 3 | 1  | 0 | 2 | 6  | 8  | -2 | 3 |

| 2004. január 25. 16:30 | Zimbabwe      | 1 – 2   | Egyiptom                     | Tajeb el-Miri Stadion, Szfaksz Nézőszám: 22 000 Játékvezető: Lassina Paré (Burkina Faso) |
| 2004. január 25. 16:30 | P. Ndlovu 46' | (0 – 0) | Abd el-Hamíd 58' Barakát 63' | Tajeb el-Miri Stadion, Szfaksz Nézőszám: 22 000 Játékvezető: Lassina Paré (Burkina Faso) |

| 2004. január 25. 19:00 | Kamerun   | 1 – 1   | Algéria   | Olimpiai Stadion, Szúsza Nézőszám: 20 000 Játékvezető: Coffi Codjia (Benin) |
| 2004. január 25. 19:00 | Mboma 43' | (1 – 0) | Záfúr 52' | Olimpiai Stadion, Szúsza Nézőszám: 20 000 Játékvezető: Coffi Codjia (Benin) |

| 2004. január 29. 16:30 | Kamerun                          | 5 – 3   | Zimbabwe                                 | Tajeb el-Miri Stadion, Szfaksz Nézőszám: 15 000 Játékvezető: Abubakar Sharaf (Elefántcsontpart) |
| 2004. január 29. 16:30 | Mboma 31' 44' 65' M’bami 40' 67' | (3 – 1) | P. Ndlovu 8' 47' (11-esből) Nyandoro 89' | Tajeb el-Miri Stadion, Szfaksz Nézőszám: 15 000 Játékvezető: Abubakar Sharaf (Elefántcsontpart) |

| 2004. január 29. 19:00 | Algéria              | 2 – 1   | Egyiptom  | Olimpiai Stadion, Szúsza Nézőszám: 15 000 Játékvezető: Alain Hamer (Luxemburg) |
| 2004. január 29. 19:00 | Mamúni 13' Atsiu 86' | (1 – 1) | Belál 25' | Olimpiai Stadion, Szúsza Nézőszám: 15 000 Játékvezető: Alain Hamer (Luxemburg) |

| 2004. február 3. 14:00 | Kamerun | 0 – 0 | Egyiptom | Musztafa Ben Zsanet Stadion, Monasztir Nézőszám: 20 000 Játékvezető: Búdzsszajm (Egyesült Arab Emirátusok) |
| 2004. február 3. 14:00 | (0 – 0) |       |          | Musztafa Ben Zsanet Stadion, Monasztir Nézőszám: 20 000 Játékvezető: Búdzsszajm (Egyesült Arab Emirátusok) |

| 2004. február 3. 14:00 | Algéria   | 1 – 2   | Zimbabwe         | Olimpiai Stadion, Szúsza Nézőszám: 10 000 Játékvezető: Eddy Maillet (Seychelle-szigetek) |
| 2004. február 3. 14:00 | Atsiu 73' | (0 – 0) | Lupahla 65', 71' | Olimpiai Stadion, Szúsza Nézőszám: 10 000 Játékvezető: Eddy Maillet (Seychelle-szigetek) |

#### D csoport
| Csapat                  | M | Gy | D | V | Rg | Kg | Gk | P |
| ----------------------- | - | -- | - | - | -- | -- | -- | - |
| Marokkó                 | 3 | 2  | 1 | 0 | 6  | 1  | +5 | 7 |
| Nigéria                 | 3 | 2  | 0 | 1 | 6  | 2  | +4 | 6 |
| Dél-afrikai Köztársaság | 3 | 1  | 1 | 1 | 3  | 5  | -2 | 4 |
| Benin                   | 3 | 0  | 0 | 3 | 1  | 8  | -7 | 0 |

| 2004. január 27. 14:00 | Nigéria | 0 – 1   | Marokkó     | Musztafa Ben Zsanet Stadion, Monasztir Nézőszám: 15 000 Játékvezető: Falla N’Doye (Szenegál) |
| 2004. január 27. 14:00 |         | (0 – 0) | Háddzsi 77' | Musztafa Ben Zsanet Stadion, Monasztir Nézőszám: 15 000 Játékvezető: Falla N’Doye (Szenegál) |

| 2004. január 27. 18:00 | Dél-afrikai Köztársaság | 2 – 0   | Benin | Tajeb el-Miri Stadion, Szfaksz Nézőszám: 12 000 Játékvezető: Koman Coulibaly (Mali) |
| 2004. január 27. 18:00 | Nomvethe 58' 76'        | (0 – 0) |       | Tajeb el-Miri Stadion, Szfaksz Nézőszám: 12 000 Játékvezető: Koman Coulibaly (Mali) |

| 2004. január 31. 14:00 | Nigéria                                          | 4 – 0   | Dél-afrikai Köztársaság | Musztafa Ben Zsanet Stadion, Monasztir Nézőszám: 15 000 Játékvezető: Ali Búdzsszajm (Egyesült Arab Emirátusok) |
| 2004. január 31. 14:00 | Yobo 4' Okocha 64' (11-esből) Odemwingie 81' 83' | (1 – 0) |                         | Musztafa Ben Zsanet Stadion, Monasztir Nézőszám: 15 000 Játékvezető: Ali Búdzsszajm (Egyesült Arab Emirátusok) |

| 2004. január 31. 18:00 | Marokkó                                                   | 4 – 0   | Benin | Tajeb el-Miri Stadion, Szfaksz Nézőszám: 20 000 Játékvezető: Eddy Maillet (Seychelle-szigetek) |
| 2004. január 31. 18:00 | Sammáh 17' Adjamonsi 73' (öngól) Váddu 75' el-Karkúri 80' | (1 – 0) |       | Tajeb el-Miri Stadion, Szfaksz Nézőszám: 20 000 Játékvezető: Eddy Maillet (Seychelle-szigetek) |

| 2004. február 4. 18:00 | Marokkó               | 1 – 1   | Dél-afrikai Köztársaság | Olimpiai Stadion, Szúsza Nézőszám: 6 000 Játékvezető: Hisám Gúrát (Tunézia) |
| 2004. február 4. 18:00 | Szafri 38' (11-esből) | (1 – 1) | Mayo 29'                | Olimpiai Stadion, Szúsza Nézőszám: 6 000 Játékvezető: Hisám Gúrát (Tunézia) |

| 2004. február 4., 18:00 | Nigéria             | 2 – 1   | Benin         | Tajeb el-Miri Stadion, Szfaksz Nézőszám: 15 000 Játékvezető: Esszám Abd el-Fattáh (Egyiptom) |
| 2004. február 4., 18:00 | Lawal 35' Utaka 76' | (1 – 0) | Latoundji 90' | Tajeb el-Miri Stadion, Szfaksz Nézőszám: 15 000 Játékvezető: Esszám Abd el-Fattáh (Egyiptom) |

### Egyenes kieséses szakasz
|  |                       |              |                      |                     |       |           |                     |                        |                        |                        |               |       |       |
|  | Negyeddöntők          | Negyeddöntők | Negyeddöntők         |                     |       | Elődöntők | Elődöntők           | Elődöntők              |                        |                        | Döntő         | Döntő | Döntő |
|  | Negyeddöntők          | Negyeddöntők | Negyeddöntők         |                     |       | Elődöntők | Elődöntők           | Elődöntők              |                        |                        | Döntő         | Döntő | Döntő |
|  | február 7. – Radès    |              |                      |                     |       |           |                     |                        |                        |                        |               |       |       |
|  |                       |              |                      |                     |       |           |                     |                        |                        |                        |               |       |       |
|  | A1                    | Tunézia      | 1                    |                     |       |           |                     |                        |                        |                        |               |       |       |
|  | A1                    | Tunézia      | 1                    | február 11. – Radès |       |           |                     |                        |                        |                        |               |       |       |
|  | B2                    | Szenegál     | 0                    |                     |       |           |                     |                        |                        |                        |               |       |       |
|  | B2                    | Szenegál     | 0                    |                     |       | Tunézia   | Tunézia             | 1 (5)                  |                        |                        |               |       |       |
|  | február 8. – Monastir |              |                      |                     |       | Tunézia   | Tunézia             | 1 (5)                  |                        |                        |               |       |       |
|  |                       |              | Nigéria              | Nigéria             | 1 (3) |           |                     |                        |                        |                        |               |       |       |
|  | C1                    | Kamerun      | Nigéria              | Nigéria             | 1 (3) | 1         |                     |                        |                        |                        |               |       |       |
|  | C1                    | Kamerun      |                      |                     |       | 1         | február 14. – Radès |                        |                        |                        |               |       |       |
|  | D2                    | Nigéria      | 2                    |                     |       |           |                     |                        |                        |                        |               |       |       |
|  | D2                    | Nigéria      | 2                    |                     |       | Tunézia   | Tunézia             | 2                      |                        |                        |               |       |       |
|  | február 8. – Sfax     |              |                      |                     |       | Tunézia   | Tunézia             | 2                      |                        |                        |               |       |       |
|  |                       |              | Marokkó              | Marokkó             | 1     |           |                     |                        |                        |                        |               |       |       |
|  | D1                    | Marokkó      | Marokkó              | Marokkó             | 1     | 3         |                     |                        |                        |                        |               |       |       |
|  | D1                    | Marokkó      | február 11. – Sousse |                     |       | 3         |                     |                        |                        |                        |               |       |       |
|  | C2                    | Algéria      | 1                    |                     |       |           |                     |                        |                        |                        |               |       |       |
|  | C2                    | Algéria      | 1                    |                     |       | Marokkó   | Marokkó             | 4                      | Bronzmérkőzés          | Bronzmérkőzés          | Bronzmérkőzés |       |       |
|  | február 7. – Tunisz   |              |                      |                     |       | Marokkó   | Marokkó             | 4                      | Bronzmérkőzés          | Bronzmérkőzés          | Bronzmérkőzés |       |       |
|  |                       |              | Mali                 | Mali                | 0     |           |                     | február 13. – Monastir | február 13. – Monastir | február 13. – Monastir |               |       |       |
|  | B1                    | Mali         | Mali                 | Mali                | 0     | 2         |                     | február 13. – Monastir | február 13. – Monastir | február 13. – Monastir |               |       |       |
|  | B1                    | Mali         |                      |                     |       |           |                     | Nigéria                | Nigéria                | 2                      |               |       |       |
|  | A2                    | Guinea       | 1                    |                     |       |           |                     | Nigéria                | Nigéria                | 2                      |               |       |       |
|  | A2                    | Guinea       | 1                    |                     |       | Mali      | Mali                | 1                      |                        |                        |               |       |       |
|  |                       |              |                      |                     |       | Mali      | Mali                | 1                      |                        |                        |               |       |       |

#### Negyeddöntők
| 2004. február 7. 14:00 | Mali                   | 2 – 1   | Guinea        | el-Menzah Stadion, Tunisz Nézőszám: 1 450 Játékvezető: Esszám Abd el-Fattáh (Egyiptom) |
| 2004. február 7. 14:00 | Kanouté 45' Diarra 90' | (1 – 1) | Feindouno 15' | el-Menzah Stadion, Tunisz Nézőszám: 1 450 Játékvezető: Esszám Abd el-Fattáh (Egyiptom) |

| 2004. február 7. 17:00 | Tunézia   | 1 – 0   | Szenegál | November 7. Stadion, Radès Nézőszám: 57 000 Játékvezető: Ali Búdzsszajm (Egyesült Arab Emirátusok) |
| 2004. február 7. 17:00 | Mnári 65' | (0 – 0) |          | November 7. Stadion, Radès Nézőszám: 57 000 Játékvezető: Ali Búdzsszajm (Egyesült Arab Emirátusok) |

| 2004. február 8. 14:00 | Kamerun   | 1 – 2   | Nigéria              | Musztafa Ben Zsanet Stadion, Monasztir Nézőszám: 14 750 Játékvezető: Mohammed Kezzáz (Marokkó) |
| 2004. február 8. 14:00 | Eto'o 42' | (1 – 1) | Okocha 45' Utaka 73' | Musztafa Ben Zsanet Stadion, Monasztir Nézőszám: 14 750 Játékvezető: Mohammed Kezzáz (Marokkó) |

| 2004. február 8. 17:00 | Marokkó                            | 3 – 1 (h.u.)   | Algéria    | Tajeb el-Miri Stadion, Szfaksz Nézőszám: 22 000 Játékvezető: Abd el-Hakím Selmáni (Líbia) |
| 2004. február 8. 17:00 | Sammáh 90' Háddzsi 113' Zájri 120' | (0 – 0, 1 – 1) | Serrád 84' | Tajeb el-Miri Stadion, Szfaksz Nézőszám: 22 000 Játékvezető: Abd el-Hakím Selmáni (Líbia) |

#### Elődöntők
| 2004. február 11. 16:00 | Tunézia              | 1 – 1 (h.u.)   | Nigéria               | November 7-e Stadion, Radès Nézőszám: 56 000 Játékvezető: Coffi Codjia (Benin) |
| 2004. február 11. 16:00 | Badra 82' (11-esből) | (0 – 0, 1 - 1) | Okocha 67' (11-esből) | November 7-e Stadion, Radès Nézőszám: 56 000 Játékvezető: Coffi Codjia (Benin) |

|                                     |       | 11-esekkel                  |  |
| Badra Santos Mhedebi Ben Ásúr Hakki | 5 – 3 | Utaka Odemwingie Yobo Udeze |  |

| 2004. február 11. 19:00 | Marokkó                                | 4 – 0   | Mali | Olimpiai Stadion, Szúsza Nézőszám: 15 000 Játékvezető: Abubakar Sharaf (Elefántcsontpart) |
| 2004. február 11. 19:00 | Mohtári 14' 58' Háddzsi 80' Báha 90+1' | (1 – 0) |      | Olimpiai Stadion, Szúsza Nézőszám: 15 000 Játékvezető: Abubakar Sharaf (Elefántcsontpart) |

#### 3. helyért
| 2004. február 13. 20:00 | Nigéria                   | 2 – 1   | Mali       | Musztafa Ben Zsanet Stadion, Monasztir Nézőszám: 2 500 Játékvezető: Modou Sowe (Gambia) |
| 2004. február 13. 20:00 | Okocha 16' Odemwingie 52' | (1 – 0) | Abouta 70' | Musztafa Ben Zsanet Stadion, Monasztir Nézőszám: 2 500 Játékvezető: Modou Sowe (Gambia) |

#### Döntő
| 2004. február 14. 14:30 | Tunézia                | 2 – 1   | Marokkó     | November 7-e Stadion, Radès Nézőszám: 60 000 Játékvezető: Falla N'Doye (Szenegál) |
| 2004. február 14. 14:30 | Santos 5' Dzsazíri 52' | (1 – 1) | Mohtári 38' | November 7-e Stadion, Radès Nézőszám: 60 000 Játékvezető: Falla N'Doye (Szenegál) |

| 2004-es afrikai nemzetek kupája bajnoka: |
| ---------------------------------------- |
| TUNÉZIA 1. cím                           |

## Gólszerzők
| 4 gólos - Patrick M'Boma - Frédéric Kanouté - Jay-Jay Okocha - Francileudo Santos 3 gólos - Aboubacar Titi Camara - Júszuf Háddzsi - Júszef Mohtári - Osaze Odemwingie - Peter Ndlovu 2 gólos - Hoszeijn Atsiu - Modeste M’bami - Mahamadou Diarra - Marván as-Samáh - John Utaka - Mamadou Niang - Siyabonga Nomvethe - Zijád Dzsazíri - Joël Lupahla - Pascal Feindouno | Öngól - Anicet Adjamonsi (1) 1 gólos - Abd el-Malek Serrád - Mammar Mamúni - Bráhím Záfúr - Moussa Latoundji - Dieudonné Minoungou - Samuel Eto'o - Alain Masudi - Támer Abd el-Hamíd - Mohammed Barakát - Ahmed Belál - Mohamed Rashid - John Braza - Emmanuel Ake - Dennis Oliech - Sedonoude Abouta - Soumaïla Coulibaly - Mohamed Sissoko - Dramane Traoré - Nabíl Báha - Talál el-Karkúri | - Abd esz-Szlam Váddu - Júszef Szafri - Dzsavád Zajri - Garba Lawal - Joseph Yobo - Joao Henriette Elias - Karim Kamanzi - Saïd Abed Makasi - Habib Beye - Papa Bouba Diop - Patrick Mayo - Háled Badra - Szelím ben Ásúr - Nádzseh Braham - Dzsauhar Mnári - Esrom Nyandoro |